# الاستعمار لعبته الملك (كتاب)
الاستعمار لعبته الملك هو الكتاب السابع للصحفي محمد حسنين هيكل، وقد صدر سنة 1967.

## الوصف
الكتاب من القطع المتوسط، ضمن 263 صفحة. تم كتابة صفحات الكتاب على ثلاث مرات: الأولى بين ربيع وصيف سنة 1965، والثانية والثالثة بين خريف وشتاء سنة 1966 و1967. والموضوع واحد في المرات الثلاث، وهو المعركة الجديدة - في الحرب الممتدة - بين القوى الثورية الوطنية والاجتماعية، لحركة القومية العربية من ناحية، وبين حلف الاستعمار والرجعية من ناحية أخرى، ولقد كان البعض يتصور أن سقوط مشروع الدفاع عن الشرق الأوسط هو خاتمة الصراع، ونفس التصور لحق بعد ذلك بالنجاح في تحطيم حلف بغداد، والنجاح في هزيمة مشروع أيزنهاور، والنجاح في شل فاعلية الحلف المركزي. والحرب بين الأمة العربية وأعدائها حرب ضارية، فبسبب ثرواتها الضخمة، وموقعها الحاكم، وتأثيرها الإنساني، فإن العدو لا يستسلم بسهولة. ولقد اختار أعداء الأمة العربية في تلك المرحلة اسما لمحاولتهم الجديدة جرت صياغته بعناية. صاغه نفس المنطق الذي اختار اسم «الحرب الصليبية» لأول محاولات الاستعمار الأوروبي، كي يسيطر على الشرق الأوسط، والذي اختار «نشر الحضارة والتمدين في آسيا وأفريقيا» عنوانا لكل عمليات الغزو والنهب والعبودية التي فرضت على القارتين مئات السنين، والذي اختار «الدفاع عن الديمقراطية» قناعا للصراع على المستعمرات في الحرب العالمية الأولى، وهكذا. المحاولة الجديدة تريد استغلال «الإسلام»، كما جرت من قبل محاولات استغلال المسيحية، والحضارة، والديمقراطية.

## أقسام الكتاب
الكتاب مقسم إلى عدة فصول:

### الأول (سنة 1965)
1 - سؤال إلى الرياض... تساؤلات بعده؟ !
2 - عن المملكة والملك... ليس ضدهما!
3 - مياه زمزم!

### الثاني (سنة 1966)
1 - ماذا حدث بين الصيف الخطر الماضي والصيف المثير القادم؟
2 - شهادة الوقائع من التاريخ القريب الحي؟
3 - حكاية قرب النهاية!
4 - الليلة... والبارحة!
5 - أسئلة للملك.
6 - المعركة... وأطراف المعركة.
7 - درجات في الكراهية!
8 -... ويهبط الملك!
9 - رسالة إليه في واشنطن!
10 - طلب ضمان أمريكي للسعودية... ونتيجة حرب محدودة في اليمن!
11 - الفجر يطلع دائما!
12 - جلالة الملك!

### الثالث (1967)
1 - طريق الملك.
2 - هل وصلنا إلى نقطة اللاعودة مع فيصل؟
3 - اللغز... والصورة.